# Sinódico da Ortodoxia
O Sinódico da Ortodoxia (em grego: Συνοδικόν; romaniz.: Synodikón) é um documento litúrgico produzido após o episódio do Triunfo da Ortodoxia (843) e antes de 929 provavelmente com base nos sinódicos anteriores. Ele existiu em várias versões, tanto provinciais como constantinopolitanas. De acordo com V. Mosin, uma tradução em eslavônico antigo foi conhecida entre a Rússia de Quieve pelo primeiro terço do século XII, e uma nova tradução foi produzida na Bulgária sob o czar Boril (r. 1207–1218) em 1211. Esta versão é por vezes referida como "Sinódico de Boril".
A primeira parte, eucaristia, expressa gratidão ao Senhor e louva aqueles que lutaram contra seus adversários, especialmente os imperadores, imperatrizes e patriarcas pios, assim como os mártires e confessores. A segunda parte, a negativa, contêm anátemas contra vários heréticos. A partir do final do século XI, a Igreja aumentou o sinódico incorporando anátemas de heresiarcas contemporâneos como Eustrácio de Niceia, Barlaão de Seminara, Gregório Acindino, etc.; a última recensão é de 1439.